# Lakeview (Luisiana)
Lakeview es un lugar designado por el censo ubicado en la parroquia de Caddo en el estado estadounidense de Luisiana. En el Censo de 2010 tenía una población de 948 habitantes y una densidad poblacional de 434,71 personas por km².

## Geografía
Lakeview se encuentra ubicado en las coordenadas 32°31′25″N 93°49′47″O / 32.52361, -93.82972. Según la Oficina del Censo de los Estados Unidos, Lakeview tiene una superficie total de 2.18 km², de la cual 2.18 km² corresponden a tierra firme y (0%) 0 km² es agua.

## Demografía
Según el censo de 2010, había 948 personas residiendo en Lakeview. La densidad de población era de 434,71 hab./km². De los 948 habitantes, Lakeview estaba compuesto por el 70.15% blancos, el 26.37% eran afroamericanos, el 1.9% eran amerindios, el 0.11% eran asiáticos, el 0% eran isleños del Pacífico, el 0.63% eran de otras razas y el 0.84% pertenecían a dos o más razas. Del total de la población el 4.01% eran hispanos o latinos de cualquier raza.